# Ignacio Macaya
Ignacio Macaya (Barcellona, 2 dicembre 1933 – Barcellona, 5 settembre 2006) è stato un hockeista su prato spagnolo.

## Palmarès
- Giochi olimpici

Roma 1960: bronzo.